# Carmel (Sängerin)
Carmel (* 24. November 1958 in Scunthorpe, Lincolnshire, England) ist der Künstlername der britischen Sängerin Carmel McCourt und zugleich der Name ihrer Band, zu der auch der Bassist Jim Parris und der Schlagzeuger Gerry Darby gehören.

## Geschichte der Band
Die Gruppe gründete sich 1981 in Manchester. 1982 wurde die 6-Track-LP Carmel auf dem Red Flame Label veröffentlicht. 1983 erzielten sie mit ihrem ersten Major-Album The Drum Is Everything und den daraus ausgekoppelten Singles Bad Day sowie More More More Top-25-Erfolge in der Hitparade.
1984 erhielt das Trio beim Jazz-Festival im italienischen Messina den Preis als Jazz-Interpret des Jahres. Ab der zweiten Hälfte der 1980er Jahre stellten sich kommerzielle Erfolge ein, als Carmel begannen, die Pop-Seite ihrer Musik stärker zu betonen. Sally aus dem Album The Falling, eines ihrer erfolgreichsten Stücke, stammt aus dieser Zeit.
Carmel nahm u. a. auch mit dem französischen Sänger Johnny Hallyday 1986 im Duett den Titel J’oublierai ton nom auf und nahm 1991 am Sanremo-Festival zusammen mit der italienischen Sängerin Rossana Casale und dem Titel Terra (You're On My Mind) teil. Doch auch der Einsatz von Produzenten wie Brian Eno brachte dem nachfolgenden Album Set me free nicht den erhofften endgültigen Durchbruch.
1992 veröffentlichte die Band das Album Good news. Carmels jüngstes Studioalbum World's gone crazy stammt aus dem Jahr 1995.
Mit Live at Ronnie Scott's veröffentlichten Carmel 1998 den Mitschnitt eines Londoner Konzerts vom Dezember 1997. Mitte 1999 gab die Band zunächst ihre Auflösung bekannt.
Seit 2001/2002 spielen Carmel McCourt und Jim Parris wieder als Carmel zusammen und treten regelmäßig in Großbritannien auf. Die Live-DVD More More More ist die Aufzeichnung eines dieser Konzerte aus dem Jahr 2003 (Cargo London). Die jüngste größere Tournee fand im Herbst 2006 statt. Zuvor wurden von der Band noch neue Songs erarbeitet.
2015 erschien die Single Second Wife Blues. 2022 erschien die CD Wild Country.

## Musikstil
Carmels Musik bewegt sich an der Grenze zwischen Pop und Jazz, experimentiert aber auch immer wieder mit verwandten Stilen wie Soul, Blues, Gospel, Rhythm and Blues oder Reggae. Als Live-Act konnte sie, wie auch ihr meist perfekter Backgroundchor, ihre gesanglichen Qualitäten mit ihrer volltönenden Altstimme gut ausspielen. Dabei hatte auch die Instrumentierung ihrer Stücke eine deutliche Affinität zum Jazz, da Kontrabass, Bläser (insbesondere Saxophon, Kornett, Posaunen) und Percussion dementsprechend eingesetzt wurden. Ihre Musik galt Ende der 1980er Jahre als cool und wurde in den Clubs und Cocktail-Bars im Wechsel mit den Platten von Sade und Matt Bianco gespielt.

## Diskografie

### Studioalben
- 1982: Carmel
- 1984: The Drum Is Everything
- 1986: The Falling
- 1987: Everybody's Got a Little ... Soul (CH: Gold)[7]
- 1989: Set Me Free
- 1992: Good News
- 1995: World's Gone Crazy
- 2012: Strictly Piaf
- 2015: Baby It's Cold Outside
- 2017: Carmel
- 2017: Glory Of Love
- 2020: Strictly Piaf (reprint)
- 2022: Wild Country

### Kompilationen, Livealben, Sonstiges
- 1990: Collected
- 1997: Live in Paris
- 1998: Live at Ronnie Scott's
- 2003: More More More (Live-DVD)
- 2005: Single (Eigenvertrieb)
- 2010: More More More
- 2018: Brave New Waves Session
- 2020: More More More (reprint)